# Hjalmar Hammarskjöld
Knut Hjalmar Leonard Hammarskjöld (4 tháng 2 năm 1862 – 12 tháng 10 năm 1953) là chính trị gia, nhà nghiên cứu, bộ trưởng, nghị sĩ quốc hội từ năm 1923 đến năm 1938 (Thượng viện), và Thủ tướng Thụy Điển from 1914 to 1917.
Năm 1890, ông kết hôn với Agnes Maria Carolina Almquist (Stockholm, 15 tháng 1 năm 1866 – Stockholm, 21 tháng 1 năm 1940). Hai người có với nhau 4 người con: Bo, Åke, Sten and Dag.